# Polizeigeneral
Polizeigeneral, auch Polizei-General, ist ein Spitzendienstgrad der Generalität oder die allgemeine Bezeichnung für Polizeigeneräle in manchen Ländern, die keine strikte Trennung zwischen Polizei und Militär praktizieren. Übersetzungen der Bezeichnung in Fremdsprachen sind teilweise uneinheitlich, weil die Präferenzen der Behörden die Bezeichnung in der jeweiligen Amtssprache bestimmen. Gemäß den heutigen NATO-Rangcodes wäre dieser Rang mit OF-8 (Generalleutnant) vergleichbar. Die Praxis der Rangvergabe kann in den jeweiligen Ländern davon abweichen.
Der heute häufig synonym verwendete Begriff General der Polizei meinte dagegen ursprünglich eine Dienstgradbezeichnung für einen Drei-Sterne-General, vergleichbar dem General der Infanterie beim Heer.

## Deutschland
Die Dienststellung eines Polizeigenerals als oberster Polizeichef in Deutschland ist eng mit der deutschen Geschichte verbunden. Im 20. Jahrhundert war die Leitung der Polizei den jeweiligen Innenministerien der Länder zugeordnet. Zentralistische Strukturen wurden während der Zeit des nationalsozialistischen Deutschlands eingeführt. Nach 1945 fassten die Landesregierungen in Abstimmung mit den Alliierten die regionalen Kriminalämter zu „Landeskriminalpolizeiämtern“ zusammen. Das Grundgesetz bestätigte, dass die Polizeihoheit nicht beim Bund, sondern bei den Ländern liegt. Dem Bund wurde lediglich die Befugnis zugebilligt, ein zentrales Kriminalpolizeiamt zu unterhalten (Art. 73, Art. 87 GG). Auf dieser verfassungsrechtlichen Grundlage trat am 15. März 1951 das Gesetz über die Einrichtung eines Bundeskriminalpolizeiamtes (Bundeskriminalamtes) (BKAG) in Kraft. Weitere Polizeibehörden auf Bundesebene wurden später etabliert.

### Polizei in der Zeit der Weimarer Republik
Während der Zeit der Weimarer Republik lag die oberste Polizeiführung bei den jeweiligen Landesregierungen ehemaliger deutscher Länder. Eine zentralistische Struktur für die Gesamtheit der deutschen Länder existierte nicht. Ein bekannter Polizeioffizier aus dieser Zeit war
- Magnus Heimannsberg war von 1927 bis 1932 Kommandeur der Berliner Schutzpolizei. Er wurde 1932 abgesetzt und später mehrfach verhaftet. Nach dem Krieg wurde er rehabilitiert. 1945 war er bis 1948 als Polizeigeneral a. D. zum Chef der deutschen Polizei in Groß-Hessen bestellt, danach bis zu seiner Pensionierung Polizeipräsident in Wiesbaden.[1]

### Polizei des nationalsozialistischen Deutschlands
Nach der Machtergreifung durch die NSDAP wurden die Sicherheitsorgane sukzessive restrukturiert. Die deutsche Polizei wurde ab 1933 zentralisiert und dann 1936 in zwei Dienstzweige unterteilt: die Ordnungspolizei und die Sicherheitspolizei.

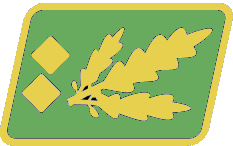
Kragenspiegel General der Polizei

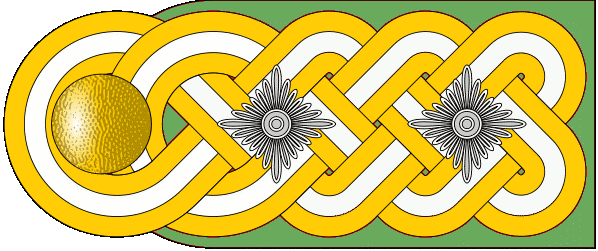
Schulterstück General der Polizei

General der Polizei war im NS-Staat bis 1945 innerhalb der Ordnungspolizei der dritthöchste Dienstgrad nach dem Reichsführer SS und Chef der Deutschen Polizei und dem Generaloberst der Polizei. Im Zuge der Dienstgradangleichung wurde den Generalen der Polizei der Ehrenrang SS-Obergruppenführer verliehen.
Personen im Rang eines Generals der Polizei waren bis 1945:
- Erich von dem Bach-Zelewski (1899–1972)
- Theodor Berkelmann (1894–1943)
- Friedrich Karl von Eberstein (1894–1979)
- Kurt Daluege (1897–1946; ab 1934 Chef der Ordnungspolizei, ab 1942 Generaloberst der Polizei)
- Karl Hermann Frank (1898–1946)
- Curt von Gottberg (1896–1945)
- Karl Michael Gutenberger (1905–1961)
- August Heißmeyer (1897–1979)
- Reinhard Heydrich (1904–1942; ab 1936 Chef der Sicherheitspolizei)
- Richard Hildebrandt (1897–1951)
- Hermann Höfle (1898–1947)
- Otto Hofmann (1896–1982)
- Friedrich Jeckeln (1895–1946)
- Ernst Kaltenbrunner (1903–1946; ab 1943 Chef der Sicherheitspolizei)
- Wilhelm Koppe (1896–1975)
- Friedrich-Wilhelm Krüger (1894–1945)
- Benno Martin (1893–1975)
- Emil Mazuw (1900–1987)
- Carl Oberg (1897–1965)
- Günther Pancke (1899–1973)
- Wilhelm Redieß (1900–1945)
- Gustav Adolf Scheel (1907–1979)
- Udo von Woyrsch (1895–1983)

### Nachkriegszeit in Deutschland
Die Nachkriegszeit in Deutschland kannte keine zentrale Führung der deutschen Polizei. Zunächst lag die Staatsmacht beim Alliierten Kontrollrat. Im Bereich der Sowjetischen Militäradministration in Deutschland war Georgi Konstantinowitsch Schukow oberster Chef der Polizei. In der Folgezeit ordneten diverse Regelungen wie das Besatzungsstatut sukzessive auch die höhere Führung der Polizeien in den Regionen. Auf lokaler Ebene blieben Strukturen der Polizei erhalten und wirkten zum Teil gemeinsam mit der Militärpolizei unter Führung der militärischen Strukturen in der Besatzungszeit. Einer der wenigen bekannten Polizeioffiziere, die in dieser Zeit als Chef der Polizei tätig waren, ist Magnus Heimannsberg.

### Polizei der DDR
Die Gesamtheit der Polizei in der DDR bestand aus den Bereichen Deutsche Volkspolizei, Volkspolizei-Bereitschaften, Transportpolizei und der Deutschen Grenzpolizei.
Folgende Personen hatten jeweils die oberste Leitung der Deutschen Volkspolizei. Die tatsächlichen Dienstränge weichen z. T. erheblich ab:
- Erich Reschke vom 30. Juli 1946 bis Juli 1948[4]
- Kurt Fischer ab dem 12. Oktober 1949, verstorben am 22. Juni 1950 im Rang eines Generalinspekteurs[4]
- Karl Maron, 1. September 1950 bis 1963, zuletzt im Rang eines Generalobersten[4]
- Friedrich Dickel folgte Karl Maron vom 15. November 1963 bis zum 17. November 1989 in der Funktion allerdings ab 1984 mit Dienstrang eines Armeegenerals[4]
- Karl-Heinz Wagner vom 10. November 1989 bis zum 29. Dezember 1989, seit 1987 im Rang eines Generaloberst
- Egon Grüning vom 1. Januar 1990 bis 18. April 1990 mit Rang eines Generalleutnants

### Bundesrepublik Deutschland

Seit der Trennung von Polizei und Militär existieren militärische Dienstgrade nicht mehr in den Polizeien der Bundesrepublik Deutschland – Länderpolizeien und Bundespolizei. Polizisten führen daher Amtsbezeichnungen der deutschen Polizei. Die Führung hat die Landesregierung der jeweiligen Landespolizeibehörde.
Ausnahmen bildeten die Bahnpolizei und der Bundesgrenzschutz, die 2005 zur Bundespolizei zusammengefasst wurden. Bis 1976 nutzte der Bundesgrenzschutz militärische Dienstgrade, danach wurden in Amtsbezeichnungen übergeleitet. Die jeweiligen Leiter des BGS finden sich in der Liste der Inspekteure des BGS. Bundespolizeibehörden und weitere Behörden der Inneren Sicherheit unterstehen dem Bundesministerium des Innern.
Personen, die in der Bundesrepublik zumindest umgangssprachlich als Polizeigeneral bezeichnet wurden, sind
- Magnus Heimannsberg war von 1927 bis 1932 Kommandeur der Berliner Schutzpolizei, von 1945 bis 1948 als Polizeigeneral a. D. zum Chef der deutschen Polizei in Groß-Hessen bestellt, danach Polizeipräsident in Wiesbaden[5]
- Udo Burkholder, vom 21. März 2001 letzter Inspekteur des Bundesgrenzschutzes (BGS) und seit 1. Juli 2005 erster und letzter Inspekteur der Bundespolizei
- Friedrich Eichele, bekannter Rang Brigadegeneral[6], 2017 pensioniert als „Präsident der Bundesbereitschaftspolizei“[7]

## Frankreich

Bezeichnung des Dienstpostens ist „Inspecteur général“. Der Dienstrang kann jeweils abweichen. Bekannte Inhaber sind:
- Richard Lizurey (aktuell per Februar 2018) Dienstposten: „Directeur général“, Dienstrang: „Général de Corps d'armée“[8]

## Österreich

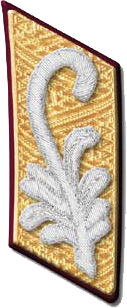

Oberster Polizeichef in Österreich ist der Generaldirektor für die öffentliche Sicherheit im Bundesministerium für Inneres und damit ranghöchster Beamter der österreichischen Sicherheitsverwaltung. Die jeweiligen Inhaber finden sich in der Liste der Generaldirektoren der Zweiten Republik.

## Serbien
Bekannte Inhaber:
- Vlastimir Djordjevic (Vlastimir Đorđević) war gleichzeitig Polizei- und Militärgeneral im Rang eines Oberstleutnants. Er wurde wegen Kriegsverbrechen im Kosovokrieg zu langjähriger Haft verurteilt.[9]